# Hugo von Ziemssen
Hugo Wilhelm von Ziemssen, född den 13 december 1829 i Greifswald, död den 21 januari 1902 i München, var en tysk läkare. 
Ziemssen blev medicine doktor 1853 och professor i patologi och terapi i Erlangen 1863 samt kallades 1874 till enahanda befattning i München. Han redigerade "Greifswalder medicinische Beiträge" 1863-1865 och utgav sedan 1865, tillsammans med Friedrich Albert von Zenker, "Deutsches Archiv für klinische Medizin".
Dessutom utgav Ziemssen en stor mängd arbeten, bland annat Die Elektricität in der Medicin (1857; många upplagor), samt redigerade de stora encyklopedierna "Handbuch der speciellen Pathologie und Therapie" (17 band, 1875-1884), "Handbuch der allgemeinen Therapie" (4 band, 1883-1885) och, med Pettenkofer, "Handbuch der Hygiene und der Gewerbekrankheiten" (3 band, 1880-1884).